# Хертенштайн
Хертенштайн (нем. Hertenstein) — деревня в составе коммуны Веггис в Швейцарии, в кантоне Люцерн.
Расположена на берегу Фирвальдштетского озера.
Входит в состав избирательного округа Люцерн-Ланд (до 2012 года входила в состав управленческого округа Люцерн). Почтовый индекс — 6353.
Карл I жил в гостинице в Хертенштайне после Первой мировой войны, и оттуда в 1921 году неудачно попытался вернуть венгерский престол.
В Хертеншайне 21 сентября 1946 года приняли так называемую Хертенштайнскую декларацию.